# 大高坂賞
大高坂賞（おおたかさしょう）は、高知県競馬組合が高知競馬場で施行する地方競馬の重賞競走である。正式名称は「株式会社エフエム高知協賛 黒船賞選考競走 大高坂賞」でエフエム高知が賞を提供している。

## 概要
1着馬に「黒船賞(JpnIII)」への優先出走権が与えられる。
元々は福山競馬場で行われていた高知競馬との交流重賞だったが、福山競馬場が廃止になったため久松城賞を廃止し、福山競馬から移設した。

### 条件・賞金等（2025年）
出走条件
サラブレッド系4歳以上、高知所属。
負担重量
定量で、57kg、牝馬2kg減。
賞金額
1着1200万円、2着420万円、3着240万円、4着180万円、5着120万円、6着以下50万円。

## 歴代優勝馬
2012年と2013年は福山競馬場、2014年以後は高知競馬場で施行。
| 回数   | 施行日        | 距離  | 優勝馬             | 性齢 | 所属 | タイム | 優勝騎手 | 管理調教師 | 馬主                                |
| ------ | ------------- | ----- | ------------------ | ---- | ---- | ------ | -------- | ---------- | ----------------------------------- |
| 第1回  | 2012年3月12日 | 1800m | クラマテング       | 牡7  | 福山 | 1:58.9 | 嬉勝則   | 江口秀博   | 辰己金吉                            |
| 第2回  | 2013年3月10日 | 1800m | マチカネニホンバレ | 牡8  | 福山 | 1:55.1 | 中西達也 | 松木啓助   | 岡林英雄                            |
| 第3回  | 2014年1月19日 | 1400m | エプソムアーロン   | 牡10 | 高知 | 1:30.8 | 永森大智 | 雑賀正光   | 宮崎冴子                            |
| 第4回  | 2015年1月18日 | 1400m | サクラシャイニー   | 牡9  | 高知 | 1:28.9 | 赤岡修次 | 田中守     | 須田靖之                            |
| 第5回  | 2016年1月17日 | 1400m | サクラシャイニー   | 牡10 | 高知 | 1:30.2 | 赤岡修次 | 田中守     | 須田靖之                            |
| 第6回  | 2017年1月22日 | 1400m | サクラシャイニー   | 牡11 | 高知 | 1:30.6 | 赤岡修次 | 田中守     | 須田靖之                            |
| 第7回  | 2018年1月21日 | 1400m | ティアップリバティ | 牝5  | 高知 | 1:29.8 | 赤岡修次 | 打越勇児   | 松本桂昌                            |
| 第8回  | 2019年1月14日 | 1400m | サクラレグナム     | 牡10 | 高知 | 1:29.5 | 赤岡修次 | 田中守     | 谷岡真喜                            |
| 第9回  | 2020年1月19日 | 1400m | サクラレグナム     | 牡11 | 高知 | 1:28.6 | 赤岡修次 | 田中守     | 谷岡真喜                            |
| 第10回 | 2021年1月17日 | 1400m | アイアンブルー     | 騸7  | 高知 | 1:31.8 | 佐原秀泰 | 中西達也   | 西森鶴                              |
| 第11回 | 2022年1月16日 | 1400m | モズヘラクレス     | 牡6  | 高知 | 1:32.3 | 山崎雅由 | 田中譲二   | （同）JPN技研                       |
| 第12回 | 2023年1月15日 | 1400m | モダスオペランディ | 牡7  | 高知 | 1:28.3 | 赤岡修次 | 田中守     | 伊藤捷一                            |
| 第13回 | 2024年1月14日 | 1400m | グッドヒューマー   | 騸10 | 高知 | 1:32.0 | 宮川実   | 打越勇児   | 高樽さゆり                          |
| 第14回 | 2025年1月19日 | 1400m | マイネルシトラス   | 牡6  | 高知 | 1:32.0 | 永森大智 | 打越勇児   | (株) サラブレッドクラブ・ラフィアン |

### 各回競走結果の出典
- 大高坂賞　歴代優勝馬（地方競馬全国協会）
- JBISサーチ
  - 2012年，2013年，2014年，2015年，2016年，2017年，2018年，2019年，2020年，2021年，2022年，2023年，2024年，2025年，

## 参考資料
- 《高知競馬ニュースリリース 2008.7.19 》